# Tuorkottajärvi
Tuorkottajärvi eller Tuorkottajajärvi är en sjö i Finland. Den ligger i kommunen Enontekis i landskapet Lappland, i den norra delen av landet, 900 km norr om huvudstaden Helsingfors. Tuorkottajärvi ligger 372 meter över havet. Omgivningarna runt Tuorkottajärvi är i huvudsak ett öppet busklandskap. Arean är 1,93 kvadratkilometer och strandlinjen är 9,96 kilometer lång. Sjön  ingår i Kemi älvs huvudavrinningsområde. 